# Nyelvcsapizom

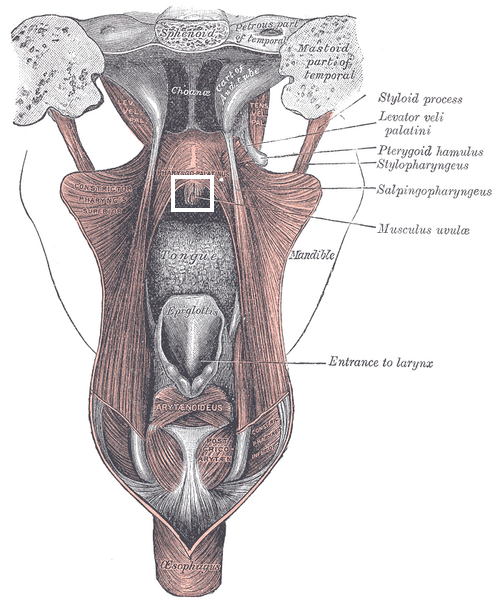
A szájpad izmai (a fehér téglalap jelöli az apró izmot)

A nyelvcsapizom (musculus uvulae) egy apró izom az ember szájpadjánál.

## Eredés, tapadás, elhelyezkedés
A spina nasalis posterior ossis palatini-ról ami a szájpadcsonton (os palatinum) található és a aponeurosis palatinum-ről ered. A nyelvcsapon (uvula palatina) tapad.

## Beidegzés, vérellátás
A plexus pharyngeus és a nervus accessorius idegzi be. Az arteria facialis arteria palatina ascendens nevű ága és az arteria maxillaris arteria palatina descendens nevű ága látja el vérrel.